# Trichillidium pilosum
Trichillidium pilosum là một loài bọ cánh cứng trong họ Bọ hung (Scarabaeidae).